# Torneo de Buenos Aires 2015
El Torneo ATP 250 de Buenos Aires de 2015 (conocido por motivos comerciales como Argentina Open presentado por Buenos Aires Ciudad 2015) es un torneo de tenis que pertenece a la ATP en la categoría de ATP World Tour 250. Se disputa del 23 al 1 de marzo de 2015 sobre polvo de ladrillo en el Buenos Aires Lawn Tennis Club, en Buenos Aires, Argentina.

## Distribución de puntos
| Modalidad            | Campeón | Finalista | Semifinales | Cuartos de final | 2ª ronda | 1ª ronda | Clasificados | 2ª ronda de clasificación | 1ª ronda de clasificación |
| Individual masculino | 250     | 165       | 100         | 50               | 25       | 0        | 13           | 7                         | 0                         |
| Dobles masculino     | 250     | 150       | 90          | 45               | 20       | 0        | -            | -                         | -                         |

## Cabeza de serie

### Individuales masculinos
| Tenista             | Ranking | Preclasificado |
| Rafael Nadal        | 3       | 1              |
| Tommy Robredo       | 18      | 2              |
| Pablo Cuevas        | 23      | 3              |
| Fabio Fognini       | 28      | 4              |
| Leonardo Mayer      | 30      | 5              |
| Jiri Vesely         | 44      | 6              |
| Pablo Andújar       | 50      | 7              |
| Pablo Carreño-Busta | 55      | 8              |

- Ranking del 16 de febrero de 2015

### Dobles masculinos
| Tenista                          | Ranking | Preclasificado0 |
| Pablo Cuevas David Marrero       | 74      | 1               |
| Máximo González Horacio Zeballos | 142     | 2               |
| Johan Brunström Nicholas Monroe  | 150     | 3               |
| František Čermák Jiří Veselý     | 163     | 4               |

## Campeones

### Individuales masculinos
Rafael Nadal venció a  Juan Mónaco por 6-4, 6-1

### Dobles masculinos
Jarkko Nieminen /  André Sá vencieron a  Pablo Andújar /  Oliver Marach por 4-6, 6-4, [10-7]